# Taibaishanus
Taibaishanus là một chi nhện trong họ Linyphiidae.